# Llista d'autors antics en llatí de tradició directa
Llista d'autors antics en llatí de transmissió directa, és a dir, autors dels quals s'han conservat manuscrits que contenen obres seves completes. En són exclosos, per tant, autors l'obra dels quals és desconeguda, o bé coneguda només per citacions d'altres autors o per troballes papiràcies (com ara Corneli Gal) o epigràfiques (com ara August). Sí que s'inclouen, per altra banda, els autors coneguts per palimpsests (com ara Frontó). Abast cronològic fins al segle vi (fins a Venanci Fortunat). Entre les obres, s'inclouen les incompletes però no les perdudes ni les fragmentàries (fragments poc significatius respecte l'obra completa).

## Llista
| Autor                 | Abreviatura              | Obres conservades | Temàtica                                                                        | Gènere                      | Data († mort)  | Traduccions al català |  |
| --------------------- | ------------------------ | --- | ------------------------------------------------------------------------------- | --------------------------- | -------------- | --- |  |
| Agreci                | Agroec.                  | De ortographia | Gramàtica                                                                       | Tractat                     | 450 dC ca.     | |  |
| Agustí d'Hipona       | Aug. (August.)           | La ciutat de Déu | Filosofia (cristià)                                                             | Tractat                     | 426 dC         | Olot 1923 |  |
|                       |                          | De doctrina Christiana | Filosofia (cristià)                                                             | Tractat                     | 397-426 dC     | - |  |
|                       |                          | Confessions | Filosofia (cristià)                                                             | Tractat                     | 398 dC         | Llates 1928-29, Llobera 1931 i Dolç 1989. |  |
|                       |                          | La Trinitat | Filosofia (cristià)                                                             | Tractat                     | 400-420 dC     | Medina 2001 |  |
|                       |                          | Nombrosos sermons | Religió cristiana                                                               | Sermó                       | 390-430 dC     | Balcells 1926 |  |
|                       |                          | Com cal catequitzar els principiants | Religió cristiana                                                               | Sermó                       | 399 dC         | Estradé 1995 |  |
|                       |                          | Homilies sobre la primera carta de sant Joan                                                                                                  | Filosofia (cristià)                                                             | Sermó                       | 407 dC         | Estradé & Olivar 1999 |  |
|                       |                          | Sermó als catecúmens | Religió cristiana                                                               | Sermó                       | 425 dC         | Figueras 1952 |  |
|                       |                          | Soliloquis | Filosofia (cristià)                                                             | Tractat                     | 387 dC         | Pegueroles 1982 |  |
|                       |                          | Dels acadèmics | Filosofia (cristià)                                                             | Tractat                     | 387 dC         | Batalla 1991 |  |
|                       |                          | En total més de cent obres (apologètiques, sobre doctrina cristiana, comentaris, sermons i lletres)                                           | Filosofia (cristià)                                                             |                             | 386-430 dC     | |  |
| Àlcim Ecdidi Avit     | Alc. Avit.               | Sis llibres de poemes |                                                                                 | Poesia                      | 518 dC†        | |  |
|                       |                          | Nombroses epístoles |                                                                                 | Epistolar                   | 518 dC†        | |  |
|                       |                          | Setze homilies | Religió cristiana                                                               | Sermó                       | 518 dC†        | |  |
| Ambròs de Milà        | Ambr.                    | Els sagraments | Filosofia (cristià)                                                             |                             | 390 dC         | Villalba 1992 |  |
|                       |                          | Els deures | Filosofia (cristià)                                                             |                             | 377-391 dC     | Villalba 1992 |  |
|                       |                          | En total més de cinquanta obres (sobre doctrina cristiana, comentaris, sermons i lletres)                                                     | Filosofia (cristià)                                                             |                             | 375-395 dC     | c |  |
| Ammià Marcel·lí       | Amm.                     | Res Gestae |                                                                                 | Historiografia              | 380 dC ca.     | |  |
| Ampeli                | Ampel. (Amp.)            | Liber Memorialis | Cosmografia                                                                     | Historiografia              | 350 dC ca.     | |  |
| Anià de Celeda        | Anian.                   | Traduccions de les homilies de Joan Crisòstom                                                                                                 |                                                                                 | Traduccions                 | 420 dC ca.     | |  |
| Antoní Honorat        | Antonin. Honorat.        | Epistula Hortatoria ad Arcadium |                                                                                 |                             | 437 dC ca.     | |  |
| Apici                 | Apic.                    | De re coquinaria | Gastronomia                                                                     | Tractat                     | 37 dC†         | Gómez 1990 i Matas 2005 |  |
| Apuleu                | Apvl.                    | Les Metamorfosis |                                                                                 | Novel·la                    | 170 dC ca.     | Olivar 1929-31, Vendrell & Matoses 1999 i Belles 2003 |  |
|                       |                          | Apologia | Apologia                                                                        | Oratòria                    | 159 dC         | Olivar 1932 |  |
|                       |                          | Flòrides |                                                                                 | Oratòria                    | 170 dC ca.     | Olivar 1932 |  |
|                       |                          | Sobre Plató i la seva doctrina, Sobre el déu de Sòcrates i Sobre l'univers                                                                    | Filosofia (platonisme)                                                          | Tractat                     | 170 dC ca.     | |  |
| Arnobi el Vell        | Arnob.                   | Adversus nationes | Filosofia (cristianisme)                                                        | Tractat                     | 330 dC† ca.    | |  |
| Arnobi el Jove        | Arnob. Iun.              | Comentaris als salms | Filosofia (cristianisme)                                                        | Comentaris                  | 450 dC ca.     | |  |
| Arusià Messi          | Arus.                    | Quadriga | Gramàtica                                                                       | Tractat                     | 450 dC ca.     | |  |
| Asconi Pedià          | Ascon.                   | Cinc comentaris als discursos de Ciceró | Gramàtica (retòrica)                                                            | Comentari                   | 76 dC† ca.     | |  |
| Atili Fortunacià      | Fortun.                  | De metris Horatianis | Gramàtica (mètrica)                                                             | Tractat                     | 400 dC ca.     | |  |
| Aureli Víctor         | Aur. Vict.               | De Caesaribus | Biografia                                                                       | Historiografia              | 390 dC         | |  |
| Ausoni                | Auson.                   | Vint llibres de poesia variada |                                                                                 | Poesia lírica               | 394 dC†        | Riba & Navarro 1924-31 |  |
| Avià                  | Avian.                   | Faules | Faula                                                                           | Faula                       | 400 dC ca.     | Jofre 2000 |  |
| Aviè                  | Avien.                   | Ora Maritima | Viatge                                                                          | Poesia lírica               | 375 dC† ca.    | Villalba 1986 |  |
|                       |                          | Fenòmens d'Arat |                                                                                 | Traduccions                 | 375 dC† ca.    | Villalba 2012 |  |
|                       |                          | Descriptio Orbis Terrae | Geografia                                                                       | Poesia didàctica            | 375 dC† ca.    | |  |
| Aurelià d'Arle        | Aurelian.                | Dues regles monacals per les seves fundacions, una de masculina i una de femenina                                                             | Religió cristiana                                                               | Doctrina                    | 551 dC†        | |  |
| Benet de Núrsia       | Bened.                   | Regla de Sant Benet | Religió cristiana                                                               | Doctrina                    | 547 dC†        | Alfarràs 1457, Just 1981, Sella 1997, Fossas 1997 |  |
| Boeci                 | Boeth.                   | Consolació de la filosofia | Filosofia (neoplatonisme)                                                       |                             | 523 dC         | Ginebreda 1420, Anònim 1873, Fàbrega 2002 |  |
|                       |                          | Opuscula Sacra | Filosofia (cristianisme)                                                        | Tractat                     | 524 dC†        | Pintó 1997 |  |
|                       |                          | A més, Sobre la música, Sobre l'aritmètica, nombroses traduccions del grec, nombrosos comentaris i nombrosos tractats filosòfics              | Filosofia, filosofia (cristianisme), traducció, matemàtica, música i comentaris |                             | 524 dC†        | |  |
| Calpurni Sícul        | Calp.                    | Èclogues | Pastoral                                                                        | Poesia bucòlica             | 60 dC ca.      | |  |
| Carisi                | Char.                    | Ars grammatica | Gramàtica                                                                       | Tractat                     | 350 dC ca.     | |  |
| Cassiodor             | Cassiod.                 | Institutiones divinarum et saecularium litterarum                                                                                             | Ensenyament                                                                     | Tractat                     | 583 dC†        | |  |
|                       |                          | Sobre l'ànima | Filosofia (cristianisme)                                                        | Tractat                     | 540 dC         | Pintó 1997 |  |
|                       |                          | Comentari als salms graduals | Religió cristiana                                                               | Comentari                   | 540 dC ca.     | Pintó 1997 |  |
|                       |                          | Chronica |                                                                                 | Historiografia              | 519 dC         | |  |
|                       |                          | Variae |                                                                                 | Epistolar                   | 537 dC ca.     | |  |
|                       |                          | De ortographia | Gramàtica                                                                       | Tractat                     | 580 dC ca.     | |  |
|                       |                          | Complexiones | Religió cristiana                                                               | Comentari                   | 580 dC ca.     | |  |
|                       |                          | Traduccions de Clement d'Alexandria, Flavi Josep i una Història Eclesiàstica feta a partir de Sòcrates Escolàstic, Hèrmies Sozomen i Teodoret |                                                                                 | Traduccions                 | 580 dC ca.     | |  |
| Cató el Censor        | Cato                     | D'agricolia | Agricultura                                                                     | Tractat                     | 160 aC ca.     | Galmés 1927 |  |
| Catul                 | Catull.                  | Carmina |                                                                                 | Poesia lírica               | 54 aC†         | Petit & Vergés 1928, Seva & Vergés 1990, Parramon 1999 |  |
| Cebrià de Cartago     | Cypr. (Cyprian)          | De la unitat de l'Església Catòlica | Filosofia (cristianisme)                                                        | Tractat                     | 258 dC†        | Vicens 1953, Vilardell 1995 |  |
|                       |                          | Epistolari |                                                                                 | Epistolar                   | 258 dC†        | Bellpuig 1929-31 |  |
|                       |                          | L'oració del senyor | Filosofia (cristianisme)                                                        | Tractat                     | 252 dC         | Fàbregas 1983 |  |
|                       |                          | A Donat | Filosofia (cristianisme                                                         | Tractat                     | 258 dC†        | Puig 1953 |  |
|                       |                          | Altres tractats de temàtica cristiana | Filosofia (cristianisme)                                                        | Tractat                     | 258 dC†        | |  |
| Cels                  | Cels. (Celsus)           | De Medicina | Medicina                                                                        | Tractat                     | 47 dC ca.      | |  |
| Censorí               | Cens.                    | De Die Natali |                                                                                 | Pecilografia (de)           | 238 dC         | |  |
| Cèsar                 | Caes.                    | Guerra de les Gàl·lies |                                                                                 | Historiografia              | 50 aC ca.      | Icart 1974-76,Matas 2013 |  |
|                       |                          | Comentaris de la Guerra Civil |                                                                                 | Historiografia              | 46 aC          | Morató 1973-78 |  |
| Ciceró                | Cic.                     | 52 discursos |                                                                                 | Oratòria                    | 81-44 aC       | Editats i traduïts en més de vint volums, encara inconclosos, per la Fundació Bernat Metge                                                                 |  |
|                       |                          | De l'orador | Gramàtica (retòrica)                                                            | Tractat                     | 55 aC          | Galmés 1929-33 |  |
|                       |                          | Orator | Gramàtica (retòrica)                                                            | Tractat                     | 46 aC          | |  |
|                       |                          | De inventione | Gramàtica (retòrica)                                                            | Tractat                     | 81 aC          | |  |
|                       |                          | Partitiones oratoriae | Gramàtica (retòrica)                                                            | Tractat                     | 54 aC          | |  |
|                       |                          | De optimo genere oratorum | Gramàtica (retòrica)                                                            | Tractat                     | 46 aC          | |  |
|                       |                          | Brutus | Gramàtica (retòrica)                                                            | Tractat                     | 46 aC          | Alabart 1924 |  |
|                       |                          | La República | Filosofia política                                                              | Tractat                     | 51 aC          | Del Pozo 2006, Villalba 2006 |  |
|                       |                          | Les Lleis | Filosofia política                                                              | Tractat                     | 45 aC ca.      | Gómez 2013 |  |
|                       |                          | Dels deures | Filosofia política                                                              | Tractat                     | 44 aC          | Quilis 1475 ca., Valentí 1938-46 |  |
|                       |                          | Tusculanes | Filosofia (estoïcisme)                                                          | Tractat                     | 45 aC          | Valentí 1948-50 |  |
|                       |                          | Les paradoxes dels estoics | Filosofia (estoïcisme)                                                          | Tractat                     | 46 aC          | Valentí 1450, Del Pozo 2013 |  |
|                       |                          | De fato | Filosofia (estoïcisme)                                                          | Tractat                     | 44 aC          | |  |
|                       |                          | La naturalesa dels déus | Filosofia (estoïcisme, epicureisme)                                             | Tractat                     | 45 aC          | Del Pozo 1988-03 |  |
|                       |                          | Topica | Filosofia (aristotelisme)                                                       | Tractat                     | 44 aC          | |  |
|                       |                          | Acadèmiques | Filosofia (platonisme escèptic)                                                 | Tractat                     | 45 aC          | |  |
|                       |                          | Cato Maior | Filosofia                                                                       | Tractat                     | 44 aC          | Febrer 1807, Sobreroca 1994, Villalba 1998 |  |
|                       |                          | De finibus bonorum et malorum | Filosofia                                                                       | Tractat                     | 45 aC          | |  |
|                       |                          | Leli de l'amistat | Filosofia                                                                       | Tractat                     | 44 aC          | Febrer 1807, Villalba 1999, Mayer 2003, Gómez 2013 |  |
|                       |                          | De divinatione | Religió romana                                                                  | Tractat                     | 44 aC          | |  |
|                       |                          | 35 llibres d'epístoles |                                                                                 | Epistolar                   | 68-43 aC       | |  |
| Claudi Claudià        | Claud.                   | El rapte de Prosèrpina | Mitologia                                                                       | Poesia èpica                | 404 dC†        | Calderó & Seva 1995 |  |
|                       |                          | 12 poemes majors i una col·lecció de poemes menors                                                                                            |                                                                                 | Poesia                      | 404 dC†        | |  |
| Columel·la            | Colum. (Col., Columella) | De re rustica | Agricultura                                                                     | Tractat                     | 70 dC† ca.     | |  |
|                       |                          | De arboribus | Agricultura                                                                     | Tractat                     | 70 dC† ca.     | |  |
| Consenci de Menorca   | Consent.                 | Correspondència amb Sant Agustí |                                                                                 | Epistolar                   | 415 dC ca.     | Amengual 1987-91 |  |
| Publi Consenci        | Consent.                 | De barbarismis et metaplasmis | Gramàtica                                                                       | Tractat                     | 450 dC ca.     | |  |
|                       |                          | Ars de duabus partibus orationis, nomine et verbo                                                                                             | Gramàtica                                                                       | Tractat                     |                | 450 dC ca. |  |
| Consult Fortunacià    | Fortun.                  | Ars rethorica | Retòrica                                                                        | Tractat                     | 400 dC ca.     | |  |
| Corneli Nepot         | Nep.                     | Vides d'homes illustres | Biografia                                                                       | Historiografia              | 25 aC† ca.     | de Montoliu 1923 |  |
| Donat                 | Don.                     | Ars maior | Gramàtica                                                                       | Tractat                     | 380 dC† ca.    | |  |
|                       |                          | Ars minor | Gramàtica (retòrica)                                                            | Tractat                     | 380 dC† ca.    | |  |
|                       |                          | Comentari a Terenci | Comèdia                                                                         | Comentari                   | 380 dC† ca.    | |  |
|                       |                          | Vida de Virgili | Biografia                                                                       | Historiografia              | 380 dC† ca.    | |  |
| Draconci              | Drac.                    | De laudibus Dei | Filosofia (cristianisme)                                                        | Poesia èpica                | 450 dC ca.     | |  |
|                       |                          | Romúlees |                                                                                 | Poesia                      | 450 dC ca.     | |  |
|                       |                          | Satisfactio | Panegíric                                                                       | Poesia lírica               | 450 dC ca.     | |  |
|                       |                          | Tragèdia d'Orestes | Mitologia                                                                       | Poesia èpica                | 450 dC ca.     | |  |
| Egèria                | Peregr. Aeth.            | Pelegrinatge | Viatge                                                                          | Historiografia              | 380 dC ca.     | Janeras 1986, 1993, 2010 |  |
| Estaci                | Stat.                    | Tebaida | Mitologia                                                                       | Poesia èpica                | 90 dC ca.      | |  |
|                       |                          | Aquil·leida | Mitologia                                                                       | Poesia èpica                | 96 dC ca.      | Barreda 2010 |  |
|                       |                          | Silves |                                                                                 | Poesia                      | 96 dC† ca.     | Colom & Dolç 1957-60 |  |
| Euqueri de Lió        | Eucher.                  | Lloança del desert | Filosofia (cristianisme)                                                        | Tractat                     | 427 dC         | Segarra 1998 |  |
| Eutropi               | Eutr.                    | Breviarium ab Urbe condita |                                                                                 | Historiografia (epítome)    | 370 dC ca.     | |  |
| Falcònia Proba        | Proba                    | Cento Vergilianus de laudibus Christi | Religió cristiana                                                               | Poesia (centó)              | 370 dC ca.     | |  |
| Fedre                 | Phaedr. (Phaed.)         | Faules | Faula                                                                           | Faula (poesia)              | 50 dC† ca.     | Mascaró 1995, Xeremier del Francolí 2015 |  |
| Fest                  | Ruf. Fest.               | Breviarium |                                                                                 | Historiografia (epítome)    | 370 dC ca.     | Wikisource |  |
| Florus                | Flor.                    | Gestes dels romans |                                                                                 | Historiografia (epítome)    | 130 dC ca.     | Icart 1980-81 |  |
|                       |                          | Vergilius orator an poeta | Gramàtica (retòrica)                                                            | Tractat                     | 130 dC ca.     | |  |
|                       |                          | Una trentena de poemes |                                                                                 | Poesia                      | 130 dC ca.     | |  |
| Fortunacià d'Aquileia | Fortun. Aquil.           | Comentaris als Evangelis | Religió cristiana                                                               | Comentari                   | 350 dC ca.     | |  |
| Frontí                | Frontin. (Fron.)         | Estratagemes | Militar                                                                         | Tractat                     | 103 dC†        | Sauton 1300 |  |
|                       |                          | De aquaeductu | Enginyeria                                                                      | Tractat                     | 103 dC†        | |  |
| Frontó                | Fronto (Fro.)            | Epístoles |                                                                                 | Epistolar                   | 160 dC† ca.    | |  |
| Gai                   | Gaius (Gai.)             | Institutiones | Jurídica                                                                        | Tractat                     | 161 dC         | |  |
| Gel·li                | Gell.                    | Les nits àtiques |                                                                                 | Pecilografia (de)           | 177 dC ca.     | Montserrat, Ferrís & Dolç 1930-88, Andrade & Matas 1997 |  |
| Graci Falisc          | Gratt.                   | Cinegètica |                                                                                 | Poesia didàctica            | 14 dC† ca.     | |  |
| Gregori el Gran       | Greg. M.                 | Diàlegs | Biografia (hagiografia)                                                         | Historiografia              | 604 dC†        | Anònim 1340, Anònim 1450, Bofarull & Soberanas 1931-68, Boix 1955, Xifra 1989-91, Dalmau 1997                                                              |  |
|                       |                          | Regla pastoral | Religió cristiana                                                               | Doctrina                    | 591 dC         | Deig 1991 |  |
|                       |                          | Moltes més obres, principalment comentaris, sermons i epístoles                                                                               |                                                                                 |                             | 604 dC†        | |  |
| Higí                  | Hyg.                     | Faules | Faula                                                                           | Faula                       | 17 dC†         | Soler 2011 |  |
|                       |                          | Astronomica | Astrologia                                                                      | Tractat                     | 17 dC†         | |  |
| Horaci                | Hor.                     | Odes |                                                                                 | Poesia lírica               | 13 aC          | Vilaró 1923, Zanné 1926, Vergés 1978-81, Juan 2020. A Viquitexts                                                                                           |  |
|                       |                          | Epodes |                                                                                 | Poesia lírica               | 30 aC          | Vilaró 1923, Vergés 1978-81, Carbonell 2004. A Viquitexts                                                                                                  |  |
|                       |                          | Sàtires |                                                                                 | Poesia satírica             | 30 aC          | Riber 1927, Juan 2008 |  |
|                       |                          | Epístoles |                                                                                 | Poesia epistolar            | 20 aC          | Fàbregas 1910, Riber 1927, Figueras 2003 |  |
|                       |                          | Cant Secular |                                                                                 | Poesia lírica               | 17 aC          | Vilaró 1923, Vergés 1978-81 |  |
| Jeroni d'Estridó      | Hier. (Hieron.)          | Més de 150 lletres |                                                                                 | Epistolar                   | 420 dC†        | Bellés, Molar & Fàbregas 1993 (traducció parcial) |  |
|                       |                          | Nombrosos sermons i homilies | Religió cristiana                                                               | Sermó                       | 420 dC†        | Bellés, Molar & Fàbregas 1993 (traducció parcial) |  |
|                       |                          | Nombroses hagiografies | Biografia (hagiografia)                                                         | Historiografia              | 420 dC†        | Bellés, Molar & Fàbregas 1993 (traducció parcial) |  |
|                       |                          | Tractats i diàlegs de religió i teologia | Filosofia (cristianisme)                                                        | Tractat                     | 420 dC†        | |  |
|                       |                          | Diverses traduccions del grec, entre les quals la Vulgata                                                                                     |                                                                                 | Traduccions                 | 382 dC         | Vid. Traduccions de la bíblia al català |  |
|                       |                          | Chronicon | Cronologia                                                                      | Historiografia              | 380 dC ca.     | |  |
| Joan Cassià           | Cassian.                 | Conferències | Filosofia (cristianisme)                                                        | Tractat                     | 435 dC† ca.    | Codina 2003 |  |
|                       |                          | De institutis coenobiorum | Religió cristiana                                                               | Doctrina                    | 435 dC† ca.    | |  |
| Juli Obseqüent        | Obseq.                   | Liber prodigiorum |                                                                                 | Miscel·lània                | Historiografia | Plantilla:Dc ca. |  |
| Justí                 | Iust.                    | Epítome de Pompeu Trogus |                                                                                 | Historiografia (epítome)    | 200 dC ca.     | |  |
| Juvenal               | Iuu.                     | Sàtires |                                                                                 | Poesia satírica             | 120 dC ca.     | Balasch 1961 |  |
| Livi                  | Liv. (Livy)              | Ab Urbe Condita |                                                                                 | Historiografia              | 17 dC† ca.     | Matas 1993, Cobos 2000, Avilés 2007, Bescós 2011 (traduccions parcials)                                                                                    |  |
| Lleó el Gran          | Leo M.                   | Sermons | Religió cristiana                                                               | Sermó                       | 461 dC†        | Pinell 1995 |  |
|                       |                          | Al voltant de 150 lletres |                                                                                 | Epistolar                   | 461 dC†        | |  |
| Lucà                  | Lucan. (Luc.)            | La Farsàlia | Històrica                                                                       | Poesia èpica                | 65 dC          | Carbonell 2014 |  |
| Lucreci               | Lucr.                    | De la natura | Filosofia (epicureisme)                                                         | Poesia didàctica            | 55 aC† ca.     | Balcells 1923-28, Dolç 1986, Sella 1994 |  |
| Macrobi               | Macr. (Macrob.)          | Les Saturnals |                                                                                 | Pecilografia (de)           | 430 dC† ca.    | Raventós 2003-06 |  |
|                       |                          | Comentari al Somni d'Escipió | Filosofia política                                                              | Comentari                   | 430 dC† ca.    | |  |
| Manili                | Manil.                   | Astronomica | Astrologia                                                                      | Poesia didàctica            | 20 dC ca.      | |  |
| Manli Teodor          | Mall. Theod.             | De metris | Metrologia                                                                      | Tractat                     | 400 dC ca.     | |  |
| Marcel Empíric        | Marcell.                 | De medicamentis | Medicina                                                                        | Tractat                     | 400 dC ca.     | |  |
| Comte Marcel·lí       | Marcell.                 | Chronicon | Cronologia                                                                      | Historiografia              | 534 dC†        | |  |
| Marcià Capel·la       | Mart. Cap.               | Les noces de Mercuri i Filologia | Ensenyament                                                                     | Tractat                     | 420 dC ca.     | |  |
| Marcial               | Mart.                    | Epigrames |                                                                                 | Poesia lírica               | 103 dC† ca.    | Dolç 1949-60, Cobos 1994, Mestres 1996 |  |
| Mari Victorí          | Mar. Victorin.           | De Trinitate contra Arium | Filosofia (cristià)                                                             | Tractat                     | 364 dC†        | |  |
|                       |                          | De Generatione Verbi Divini | Filosofia (cristià)                                                             | Tractat                     | 364 dC†        | |  |
|                       |                          | De homoousio recipiendo | Filosofia (cristià)                                                             | Tractat                     | 364 dC†        | |  |
|                       |                          | Candidi Arriani epistola | Filosofia (cristià)                                                             | Epistolar                   | 364 dC†        | |  |
|                       |                          | Tres himnes De Trinitate |                                                                                 | Poesia lírica               | 364 dC†        | |  |
|                       |                          | Tres comentaris a les Epístoles Paulines | Religió cristiana                                                               | Comentari                   | 364 dC†        | |  |
|                       |                          | Comentari a la Retòrica de Ciceró | Retòrica                                                                        | Comentari                   | 364 dC†        | |  |
|                       |                          | Ars Grammatica | Gramàtica                                                                       | Tractat                     | 364 dC†        | |  |
|                       |                          | De definitionibus | Gramàtica                                                                       | Tractat                     | 364 dC†        | |  |
| Mecià                 | Maecian.                 | Distributio | Metrologia                                                                      | Tractat                     | 175 dC† ca.    | |  |
| Noni Marcel           | Non.                     | De compendiosa doctrina | Gramàtica                                                                       | Tractat                     | 300 dC ca.     | |  |
| Ovidi                 | Ov.                      | Les Metamorfosis | Mitologia                                                                       | Poesia èpica                | 18 dC†         | Alegre 1494, Trepat & de Saavedra 1929-32 Barrueco 1990, Aguilera 1994-97, Parramon 1996                                                                   |  |
|                       |                          | Art amatòria |                                                                                 | Poesia lírica               | 2 dC           | Pérez 1977, Puig 2000, Juan 2011 |  |
|                       |                          | Fastos | Religió romana                                                                  | Poesia didàctica            | 8 dC           | Medina 1991-97 |  |
|                       |                          | Tristia |                                                                                 | Poesia lírica               | 12 dC          | Boyé 1965-66, Aguilera 2005 |  |
|                       |                          | Pòntiques |                                                                                 | Poesia epistolar            | 18 dC†         | Boyé 1984-85 |  |
|                       |                          | Amores |                                                                                 | Poesia lírica               | 16 aC          | Pérez 1971, Parramon 2000. Francesc Fontanella en va fer unes traduccions, però no han estat mai publicades.                                               |  |
|                       |                          | Heroides | Mitologia                                                                       | Poesia epistolar            | 20 aC ca.      | Nicolau 1390, Trepat & de Saavedra 1927, Beltrán 2020, Artigas 2021. També en feren traduccions Joan Roís de Corella i Agustí Eura, però romanen inèdites. |  |
|                       |                          | Cosmètics per a la cara |                                                                                 | Poesia didàctica            | 5 dC ca.       | Pérez 1989 |  |
|                       |                          | Remeis a l'amor |                                                                                 | Poesia didàctica            | 2 dC           | Pérez 1989 |  |
|                       |                          | Ibis |                                                                                 | Poesia lírica               | 18 dC†         | |  |
| Pal·ladi              | Pallad.                  | Opus agriculturae | Agricultura                                                                     | Tractat                     | 400 dC ca.     | Sebastian 2016 |  |
| Paulí de Nola         | Paul. Nol.               | Carmina |                                                                                 | Poesia lírica               | 431 dC†        | |  |
|                       |                          | Epístoles |                                                                                 | Epistolar                   | 431 dC†        | |  |
| Paulí de Pel·la       | Paul. Pell.              | Eucharisticus | Biografia (autobiografia)                                                       | Poesia                      | 459 dC         | |  |
| Pere Crisòleg         | Petr. Chrys.             | Sermons | Religió cristiana                                                               | Sermó                       | 450 dC†        | Fàbregas 1985-00 |  |
| Persi                 | Pers.                    | Sàtires |                                                                                 | Poesia satírica             | 62 dC†         | Dolç 1954 |  |
| Petroni               | Petron. (Petr.)          | Satiricó |                                                                                 | Novel·la                    | 60 dC ca.      | Berrio & Giró 1988, Pallàs 1988, Giralt 2017 |  |
| Plaute                | Plaut. (Pl.)             | Amfitrió |                                                                                 | Comèdia                     | 184 aC† ca.    | Olivar 1934, Llarena 1997, Comas 1999, Bofarull & Lluís 2003                                                                                               |  |
|                       |                          | La comèdia dels ases |                                                                                 | Comèdia                     | 184 aC† ca.    | Olivar 1934, Cobos 2007 |  |
|                       |                          | Aulularia |                                                                                 | Comèdia                     | 184 aC† ca.    | Olivar 1935, Nel·lo 1959, Llarena 1997, Llinàs & Lacomba 1999                                                                                              |  |
|                       |                          | Les Baquis |                                                                                 | Comèdia                     | 184 aC† ca.    | Olivar 1935 |  |
|                       |                          | Els captius |                                                                                 | Comèdia                     | 184 aC† ca.    | Olivar 1935, Pradas 2007 |  |
|                       |                          | Càsina |                                                                                 | Comèdia                     | 184 aC† ca.    | Olivar 1935, Simó 2003 |  |
|                       |                          | La comèdia del cistell |                                                                                 | Comèdia                     | 184 aC† ca.    | Olivar 1936, Martí 2002 |  |
|                       |                          | El corc |                                                                                 | Comèdia                     | 184 aC† ca.    | Olivar 1936 |  |
|                       |                          | Epídic |                                                                                 | Comèdia                     | 184 aC† ca.    | Olivar 1947, |  |
|                       |                          | Els bessons |                                                                                 | Comèdia                     | 184 aC† ca.    | Olivar 1947, Rota 2002, Artigas 2012 |  |
|                       |                          | El comerciant |                                                                                 | Comèdia                     | 184 aC† ca.    | Olivar 1949 |  |
|                       |                          | El soldat fanfarró |                                                                                 | Comèdia                     | 184 aC† ca.    | Olivar 1949, Llarena 1997, Febrer & Maeso 2009, Artigas 2018                                                                                               |  |
|                       |                          | Mostellaria |                                                                                 | Comèdia                     | 184 aC† ca.    | Olivar 1951 Carbonell 1999, Comas 2003 |  |
|                       |                          | El persa |                                                                                 | Comèdia                     | 184 aC† ca.    | Olivar 1952, Campillo 2004 |  |
|                       |                          | Poenulus |                                                                                 | Comèdia                     | 184 aC† ca.    | Olivar 1952, |  |
|                       |                          | Pseudolus |                                                                                 | Comèdia                     | 184 aC† ca.    | Olivar 1954, Pradas 2008, Carbajo 2013 |  |
|                       |                          | Rudens |                                                                                 | Comèdia                     | 184 aC† ca.    | Olivar 1954, Bofarull & Lluís 2010 |  |
|                       |                          | Stichus |                                                                                 | Comèdia                     | 184 aC† ca.    | Olivar 1955 |  |
|                       |                          | Les tres monedes |                                                                                 | Comèdia                     | 184 aC† ca.    | Olivar 1955 |  |
|                       |                          | Truculent |                                                                                 | Comèdia                     | 184 aC† ca.    | Olivar 1960 |  |
|                       |                          | La comèdia del bagul |                                                                                 | Comèdia                     | 184 aC† ca.    | Olivar 1960 |  |
| Plini el Vell         | Plin.                    | Naturalis Historia | Història natural                                                                | Tractat                     | 79 dC†         | Olivar 1925, Miró 2015 |  |
| Plini el Jove         | Plin.                    | Deu llibres de lletres |                                                                                 | Epistolar                   | 113 aC† ca.    | Olivar 1927-1932 |  |
|                       |                          | Panegíric a Trajà | Panegíric                                                                       | Oratòria                    | 113 aC† ca.    | Olivar 1932 |  |
| Priscià               | Prisc.                   | Institucions gramaticals | Gramàtica                                                                       | Tractat                     | 520 dC ca.     | |  |
|                       |                          | Obres menors | Gramàtica                                                                       | Tractat                     | 530 dC† ca.    | |  |
| Pompeu Fest           | Fest.                    | De Verborum Significatione | Gramàtica                                                                       | Tractat                     | 150 dC ca.     | |  |
| Pomponi Mela          | Mela                     | De situ orbis | Geografia                                                                       | Tractat                     | 43 dC ca.      | |  |
| Properci              | Prop.                    | Quatre llibres d'elegies |                                                                                 | Poesia lírica               | 10 aC† ca.     | Minguez 1925, Parramon 2004 |  |
| Prudenci              | Prud. (Prudent.)         | Peristephanon | Biografia (hagiografia)                                                         | Poesia lírica               | 405 dC ca.     | Nolasc & Dolç 1984 |  |
|                       |                          | Cathemerinon |                                                                                 | Poesia lírica               | 405 dC ca.     | Nolasc & Dolç 1979 |  |
|                       |                          | Contra Símmac | Apologia                                                                        | Poesia didàctica            | 405 dC ca.     | Nolasc & Dolç 1983 |  |
|                       |                          | Apotheosis | Filosofia (cristianisme)                                                        | Poesia didàctica            | 405 dC ca.     | Nolasc & Dolç 1980 |  |
|                       |                          | Hamartigenia | Filosofia (cristianisme)                                                        | Poesia didàctica            | 405 dC ca.     | Nolasc & Dolç 1980 |  |
|                       |                          | Psychomachia | Filosofia (cristianisme)                                                        | Poesia didàctica            | 405 dC ca.     | Nolasc & Dolç 1980 |  |
| Publili Sirus         | Publil.                  | Sentències | Aforismes                                                                       | Antologia                   | 40 aC† ca.     | |  |
| Quint Curci Rufus     | Curt.                    | Història d'Alexandre el Gran | Biografia                                                                       | Historiografia              | 50 dC ca.      | Fenollet 1481, de Montoliu & Vergés 1925-35 |  |
| Quint Tul·li Ciceró   | Q. Cic.                  | Manual de campanya electoral | Política                                                                        | Tractat                     | 64 aC          | Mascaró 1996, Adiego & de Riquer 2017 |  |
| Quintilià             | Quint.                   | Institutio Oratoria | Gramàtica (retòrica)                                                            | Tractat                     | 95 dC ca.      | Casas & Durà 1961-2020 (traducció inacabada: 10 llibres d'un total de 12)                                                                                  |  |
| Rutili Namacià        | Rut. Nam. (Rut. Namat.)  | De reditu suo | Viatge                                                                          | Poesia lírica               | 415 dC ca.     | Condom 2000 |  |
| Sal·lusti             | Sall.                    | La conjuració de Catilina |                                                                                 | Historiografia              | 41 aC ca.      | Anònim 1470, Riber 1921, Icart 1963, Patiño 2012 |  |
|                       |                          | La guerra de Jugurta |                                                                                 | Historiografia              | 40 aC ca.      | Anònim 1470, Riber 1921, Icart 1964, Aguilera & Sangüesa 1990, Patiño 2016                                                                                 |  |
| Salvià de Marsella    | Salv.                    | A l'església | Filosofia (cristianisme)                                                        | Tractat                     | 440 dC ca.     | Segarra 1998 |  |
|                       |                          | De Gubernatione | Filosofia (cristianisme)                                                        | Tractat                     | 450 dC ca.     | |  |
|                       |                          | Nou lletres |                                                                                 | Epistolar                   | 470 dC† ca.    | |  |
| Seduli                | Sedul.                   | Carmen paschale |                                                                                 | Poesia didàctica            | 431 dC         | |  |
|                       |                          | Himnes |                                                                                 | Poesia lírica               | 430 dC ca.     | |  |
| Sèneca                | Sen.                     | De la providència | Filosofia (estoïcisme)                                                          | Tractat (diàleg)            | 64 dC          | Canals 1433, Cardó 1924 |  |
|                       |                          | De la constància del savi | Filosofia (estoïcisme)                                                          | Tractat (diàleg)            | 55 dC          | Cardó 1926 |  |
|                       |                          | De la ira | Filosofia (estoïcisme)                                                          | Tractat (diàleg)            | 41 dC          | Cardó 1924 |  |
|                       |                          | De la consolació (a Màrcia) | Filosofia (estoïcisme)                                                          | Tractat (diàleg)            | 40 dC          | Cardó 1925 |  |
|                       |                          | De la vida benaurada | Filosofia (estoïcisme)                                                          | Tractat (diàleg)            | 58 dC          | Cardó 1924, Gómez 2009, Pitarch 2009 |  |
|                       |                          | De l'oci | Filosofia (estoïcisme)                                                          | Tractat (diàleg)            | 62 dC          | Cardó 1926 |  |
|                       |                          | De la tranquil·litat de l'esperit | Filosofia (estoïcisme)                                                          | Tractat (diàleg)            | 63 dC          | Cardó 1926 |  |
|                       |                          | De la brevetat de la vida | Filosofia (estoïcisme)                                                          | Tractat (diàleg)            | 49 dC          | Cardó 1924, Avilés 2014 |  |
|                       |                          | De la consolació (a Polibi) | Filosofia (estoïcisme)                                                          | Tractat (diàleg)            | 44 dC          | Cardó 1925 |  |
|                       |                          | De la consolació (a Hèlvia) | Filosofia (estoïcisme)                                                          | Tractat (diàleg)            | 42 dC          | Cardó 1925 |  |
|                       |                          | De la clemència | Filosofia (estoïcisme)                                                          | Tractat                     | 56 dC          | Cardó 1926, Giralt 2002 |  |
|                       |                          | Dels beneficis | Filosofia (estoïcisme)                                                          | Tractat                     | 63 dC          | Cardó 1933-54 |  |
|                       |                          | Qüestions naturals | Història natural                                                                | Tractat                     | 63 dC          | Cardó 1956-59 |  |
|                       |                          | Lletres a Lucili | Filosofia (estoïcisme)                                                          | Epistolar                   | 65 dC†         | Anònim 1400, Cardó 1928-31 |  |
|                       |                          | Hercules furens | Mitologia                                                                       | Tragèdia                    | 65 dC†         | Anònim 1300, Vilaragut 1370, Seva 2018 |  |
|                       |                          | Troades | Mitologia                                                                       | Tragèdia                    | 65 dC†         | Anònim 1300, Vilaragut 1370 |  |
|                       |                          | Phoenissae | Mitologia                                                                       | Tragèdia                    | 65 dC†         | Anònim 1300, Vilaragut 1370 |  |
|                       |                          | Medea | Mitologia                                                                       | Tragèdia                    | 65 dC†         | Anònim 1300, Vilaragut 1370, Otero 2013. Lluís Bertran i Pijoan també en va fer una traducció.                                                             |  |
|                       |                          | Phaedra | Mitologia                                                                       | Tragèdia                    | 65 dC†         | Anònim 1300, Vilaragut 1370, Carbajo 2012. |  |
|                       |                          | Oedipus | Mitologia                                                                       | Tragèdia                    | 65 dC†         | Anònim 1300, Vilaragut 1370 |  |
|                       |                          | Agamemnon | Mitologia                                                                       | Tragèdia                    | 65 dC†         | Anònim 1300, Vilaragut 1370 |  |
|                       |                          | Thyestes | Mitologia                                                                       | Tragèdia                    | 65 dC†         | Anònim 1300, Vilaragut 1370 |  |
|                       |                          | Apocolocyntosis divi Claudii |                                                                                 | Sàtira menipea              | 65 dC†         | Giralt 2002, Mariné 2004 |  |
| Servi                 | Serv.                    | Comentari a l'Eneida | Poesia                                                                          | Comentari                   | 400 dC ca.     | |  |
|                       |                          | Obres menors | Gramàtica                                                                       | Tractat                     | 400 dC ca.     | |  |
| Sidoni Apol·linar     | Sidon. (Sid. Apoll.)     | Panegírics | Panegíric                                                                       | Poesia lírica               | 469 dC ca.     | Bellès 1992 |  |
|                       |                          | Lletres |                                                                                 | Epistolar                   | 482 dC ca.     | Bellès 1997-99 |  |
|                       |                          | Altres poemes menors |                                                                                 | Poesia lírica               | 486 dC†        | Bellès 1992 |  |
| Sili Itàlic           | Sil.                     | Punica | Història                                                                        | Poesia èpica                | 90 dC ca.      | |  |
| Símmac                | Symm.                    | Lletres |                                                                                 | Epistolar                   | 402 dC† ca.    | |  |
|                       |                          | Oracions |                                                                                 | Oratòria                    | 402 dC† ca.    | |  |
|                       |                          | Relacions |                                                                                 | Epistolar                   | 402 dC† ca.    | |  |
| Suetoni               | Suet.                    | Vides dels dotze cèsars | Biografia                                                                       | Historiografia              | 122 dC† ca.    | Icart 1966-72. Traduccions parcials: Borràs 1990, Carbajo 1995, Hidalgo 1998                                                                               |  |
|                       |                          | De viris illustribus | Biografia                                                                       | Historiografia              | 122 dC† ca.    | |  |
| Sulpici Sever         | Sulp. Sev.               | Crònica | Religió cristiana                                                               | Historiografia              | 403 dC ca.     | |  |
|                       |                          | Diàlegs | Biografia (Hagiografia)                                                         | Tractat (diàleg)            | 404 dC         | |  |
|                       |                          | Vida de Sant Martí | Biografia (Hagiografia)                                                         | Historiografia              | 397 dC         | |  |
| Tàcit                 | Tac.                     | Annals |                                                                                 | Historiografia              | 116 dC         | Soldevila & Dolç 1930-70, Bescós 1996 |  |
|                       |                          | Històries |                                                                                 | Historiografia              | 110 dC ca.     | Bassols & Homs 1949-62 |  |
|                       |                          | Germània | Etnografia                                                                      | Tractat                     | 98 dC          | Ferrà & Riber 1926 |  |
|                       |                          | Vida de Juli Agrícola | Biografia                                                                       | Historiografia              | 98 dC ca.      | Ferrà & Riber 1926 |  |
|                       |                          | Diàleg dels oradors | Gramàtica (retòrica)                                                            | Tractat (diàleg)            | 102 dC ca.     | Ferrà & Riber 1926 |  |
| Terenci               | Ter.                     | Àndria |                                                                                 | Comèdia                     | 163 aC         | Coromines 1936 |  |
|                       |                          | El turmentador de si mateix |                                                                                 | Comèdia                     | 163 aC         | Coromines 1936 |  |
|                       |                          | L'Eunuc |                                                                                 | Comèdia                     | 161 aC         | Coromines 1956, Puigvert 1994 |  |
|                       |                          | Formió |                                                                                 | Comèdia                     | 161 aC         | Coromines 1958 |  |
|                       |                          | La sogra |                                                                                 | Comèdia                     | 165 aC         | Coromines 1960 |  |
|                       |                          | Els germans |                                                                                 | Comèdia                     | 160 aC         | Coromines 1960, Puigvert 2015 |  |
| Terencià Maure        | Ter. Maur.               | Sobre les síl·labes, lletres, peus i metres                                                                                                   | Gramàtica (mètrica)                                                             | Tractat                     | 200 dC ca.     | |  |
| Tertul·lià            | Tert.                    | Apologètic | Apologia                                                                        | Tractat                     | 197 dC         | Senties 1960 |  |
|                       |                          | Sobre el baptisme | Religió cristiana                                                               | Doctrina                    | 206 dC ca.     | Fàbregas & Soler 1989 |  |
|                       |                          | Sobre l'oració | Religió cristiana                                                               | Doctrina                    | 220 dC† ca.    | Fàbregas & Soler 1989 |  |
|                       |                          | Sobre la penitència | Religió cristiana                                                               | Sermó                       | 203 dC ca.     | Fàbregas & Soler 1989 |  |
|                       |                          | Contra Pràxees | Filosofia (cristianisme)                                                        | Tractat                     | 213 dC         | Fàbregas & Soler 1989 |  |
|                       |                          | En total 31 escrits entre obres apologètiques, polèmiques i dogmàtiques                                                                       | Religió cristiana, Filosofia (cristianisme)                                     | Tractats, sermons, doctrina | 220 dC† ca.    | |  |
| Tibul                 | Tib.                     | Elegies |                                                                                 | Poesia lírica               | 19 aC†         | Magrinyà & Mínguez 1925 |  |
| Valeri Flac           | Val. Fl.                 | Argonàutiques | Mitologia                                                                       | Poesia èpica                | 70 dC          | Mariné 2017 |  |
| Valeri Màxim          | Val. Max. (V. Max.)      | Fets i dites memorables | Miscel·lània                                                                    | Historiografia              | 30 dC ca.      | Canals 1395 |  |
| Varró                 | Varro (Var.)             | De Re Rustica | Agricultura                                                                     | Tractat                     | 40 aC ca.      | Galmés 1928 |  |
|                       |                          | De lingua latina | Gramàtica                                                                       | Tractat                     | 40 aC ca.      | |  |
| Vegeci                | Veg. (Vegetius)          | De Re Militari | Militar                                                                         | Tractat                     | 400 dC ca.     | N'existeixen traduccions anònimes medievals, que no han estat publicades mai                                                                               |  |
|                       |                          | Digesta artis mulomedicinae | Medicina (veterinària)                                                          | Tractat                     | 400 dC ca.     | |  |
| Vel·lei Patèrcul      | Vell. (Vell. Pat.)       | Història Romana |                                                                                 | Historiografia              | 30 dC ca.      | Juan 2015 |  |
| Venanci Fortunat      | Ven. Fort.               | Poesies |                                                                                 | Poesia lírica               | 609 dC†        | Pla 1992 (incompleta) |  |
|                       |                          | Hagiografies | Biografia (hagiografia)                                                         | Historiografia              | 609 dC†        | |  |
| Vicenç de Lerins      | Vincent. Ler.            | Commonitori | Filosofia (cristianisme)                                                        | Tractat                     | 445 dC ca.     | Segarra 1998 |  |
| Virgili               | Verg.                    | Eneida | Mitologia                                                                       | Poesia èpica                | 19 aC†         | Riber 1917, Dolç 1958, Dolç 1973-78, Bellès 1999, |  |
|                       |                          | Bucòliques | Pastoral                                                                        | Poesia bucòlica             | 41 aC          | Febrer 1808, Riba 1911, Riber 1918, Balcells 1936, Dolç 1956, Medina 2013                                                                                  |  |
|                       |                          | Geòrgiques | Agricultura                                                                     | Poesia didàctica            | 37 aC          | Riber 1917, Dolç 1963, Compta 1989 |  |
| Vitruvi               | Vitr.                    | De Architectura | Arquitectura                                                                    | Tractat                     | 15 aC ca.      | Artigas, Espinilla, Torres & Benedicto 1989 |  |